# Улица Харью
Улица Ха́рью (эст. Harju tänav) — улица в историческом районе Старый город столицы Эстонии — Таллина. Одна из самых древних улиц Старого города. 

## География
Начинается у пересечения улиц Нигулисте, Кулласепа и Кунинга, затем пересекается с улицами Вана-Пости, Мюйривахе и Рюйтли и заканчивается у площади Свободы. Протяжённость — 263 метра.

## История
Название связано с финно-угорским топонимом Харью (harju — оза) — одним из элементов моренного рельефа, типичного для Эстонии. Улица являлась частью древней дороги с Вышгорода в континентальные районы Эстонии; была замощена ещё в XIV веке. Получила своё название по расположенным на ней средневековым Харьюским воротам городской крепостной стены. Впервые упоминается в 1339 году.
В XV веке ворота были замурованы и открыты вновь только в XVIII веке по распоряжению российской императрицы Екатерины II. В этой связи Харьюские ворота стали называть «Новыми», и улица получила название Новая улица (в письменных источниках оно впервые упоминается в 1767 году).
В 1817 году в доме № 40 (здание не сохранилось) был открыт самый большой в городе и впоследствии ставший знаменитым отель-ресторан «Золотой лев» (эст. «Kuld Lõvi»). В мае 1938 года здесь останавливался И. А. Бунин.
В середине XIX века улица Харью стала важной торговой улицей города. В 1862 году была снесена часть Харьюских ворот — так называемые парадные ворота, а в 1875 году и главные ворота, поскольку они стали препятствием для увеличившегося движения транспорта. В 1881 году была снесена находившаяся у ворот водяная мельница, срыта часть большого вала перед воротами, рвы окончательно засыпаны землей, а образовавшаяся площадь стала Сенным рынком, который со временем получил название Петровской площади (сегодняшняя площадь Свободы (Вабадузе)).
До 1872 года улица носила название Кузнечная, название Харью упоминается в письменных источниках с 1885 года, а в 1907 году — как Шмидештрассе (нем. Schmiedestraße), последнее название она носила и в период германской оккупации.

## Застройка
Застройка улицы практически полностью погибла в результате бомбардировки советской авиации 9 марта 1944 года. Руины зданий с чётными номерами на стороне улицы, расположенной ближе к Вышгороду, были снесены; в 1948 году на их месте был создан террасный сквер. Отдельные старинные постройки по нечётной стороне сохранились только на участке между улицей Вана-Пости и площадью Свободы, некоторые из них восстановлены.
- № 1 — новое четырёхэтажное здание на прежде разбомблённой территории (прежде — дома 19, 21), строительство которого завершилось в 1962 году (архитекторы Август[эст.] и Хейли Вольберг)[2]. Вскоре получило название Дом писателей. Кроме жилых помещений в нём расположился Союз писателей Эстонии[12], редакция журнала «Looming»[13] и ресторан «Пегасус» (Pegasus)[14], в советское время — кафе «Пегас». В доме проживали литераторы Юхан Смуул, Яан Кросс, Эллен Нийт[15].
До войны на месте Дома писателей работал ресторан «Astoria»[16].
- № 6 (прежде дом 48) — трёхэтажное каменное здание, доходный дом постройки 1879 года по проекту архитектора Рудольфа фон Кнюпфера[17] по заказу купца Александра Эрнста. В течение нескольких десятков лет в нём размещались разные учреждения и магазины. В частности, в 1913 году на первом этаже находился книжный магазин Кристиана Рубина; при Эстонской Республике здесь с 1920 года работали кафе «Tallinn» и «Café Kirstein», а затем — ресторан «Küba» и ресторан-кабаре «Savoy».

С 1918 по 1927 год в здании располагалась Таллинская техническая гимназия (эст. Tallinna Tehnika Ühisgümnaasium), первоначальное название — Таллинская городская 2-я реальная школа (эст. Tallinna Linna II Reaalkool); В 1920 году открылся первый магазин книг на эстонском языке, принадлежавший издательству «Варрак»; в 1933—1934 годах работал ресторан-кабаре «Ampiir». В 1940 году здание было национализировано, в 1960-х годах прошло основательную реконструкцию. На первом этаже работало популярное кафе «Таллин», на втором — бар-варьете «Таллин». Ныне здание занимает Таллинский бизнес-центр (эст. Tallinna Ärikeskus), на месте прежнего кафе ночной клуб «Privé».
- № 9 — здание на месте каменного дома XV века, неоднократно перестраиваемое, пока в 1908—1909 годах архитекторы Жак Розенбаум и Эрнст Бустедт[эст.] не приспособили его под банк.

Фасад с высоким фронтоном в стиле неоренессанс с элементами модерна имел богатое оформление: рельефы с маскаронами, парой драконов, яркий орнамент из аканта, массивный портал. Во внутреннем пространстве главенствовал двухсветный банковский зал с галереей и витражами на потолке.
Трёхэтажное здание с мансардами было частично разрушено в годы войны. После восстановления в конце 1940-х годов здание приспособили под «Таллинскую киностудию художественных и документальных фильмов» (с 1963 года — киностудия «Таллинфильм»), проработавшую там до своей ликвидации в 2001 году.
Ныне в здании располагаются коммерческие организации (Skorol Ltd, Polaar Studio Oü и другие).
- № 11 — Трёхэтажное административное здание постройки 1954 года[22]. Ныне занято Министерством экономики и коммуникаций Эстонии.
- № 13 — Четырёхэтажный каменный доходный дом в стиле эклектика с элементами ренессанса постройки 1882 года (архитектор Эрвин Бернхард)[17] с офисными помещениями (Таллиннский департамент окружающей среды и другие организации). Два выставочных зала на первом занимает Таллинская городская галерея[23][24].

## Достопримечательности
- На стене Дома писателей (Харью 1) установлена мемориальная доска Юхану Смуулу[25].
- На чётной стороне улицы в 1965 году был открыт памятник писателю Эдуарду Вильде (скульптор Альберт Эскель[эст.], архитектор Аллан Мурдмаа[эст.])[26].

## Улица в кинематографе
На улице снят ряд эпизодов фильма «Приключения жёлтого чемоданчика» — по ней в начале фильма идёт читающий газету мужчина, в витрине магазина в Доме писателей отражается башня Кик-ин-де-Кёк.
На улице сжигали угольщика Клааса в фильме «Легенда о Тиле», съёмка велась прямо из окна киностудии «Таллинфильм».